# 阿拉瓦省
阿拉瓦省（巴斯克語發音：[aˈɾaba]，西班牙語發音：[ˈalaβa]）為西班牙北部的一個省份，位於巴斯克自治區的南部。它的周圍有布爾戈斯省、拉里奧哈自治區、納瓦拉自治區、吉普斯夸省、以及比斯開省。境內有布爾戈斯省的外飛地特雷維尼奧飛地。首府為維多利亞（Vitoria），也是整個巴斯克自治區的首府。
阿拉瓦省土地面積為3037km²，2017年人口326,574人。该省有51个市镇。

## 经济
阿拉瓦省出产玉米、麦类和甜菜。南部以葡萄园、果园和橄榄林闻名。工业集中在省会維多利亞。

## 人口

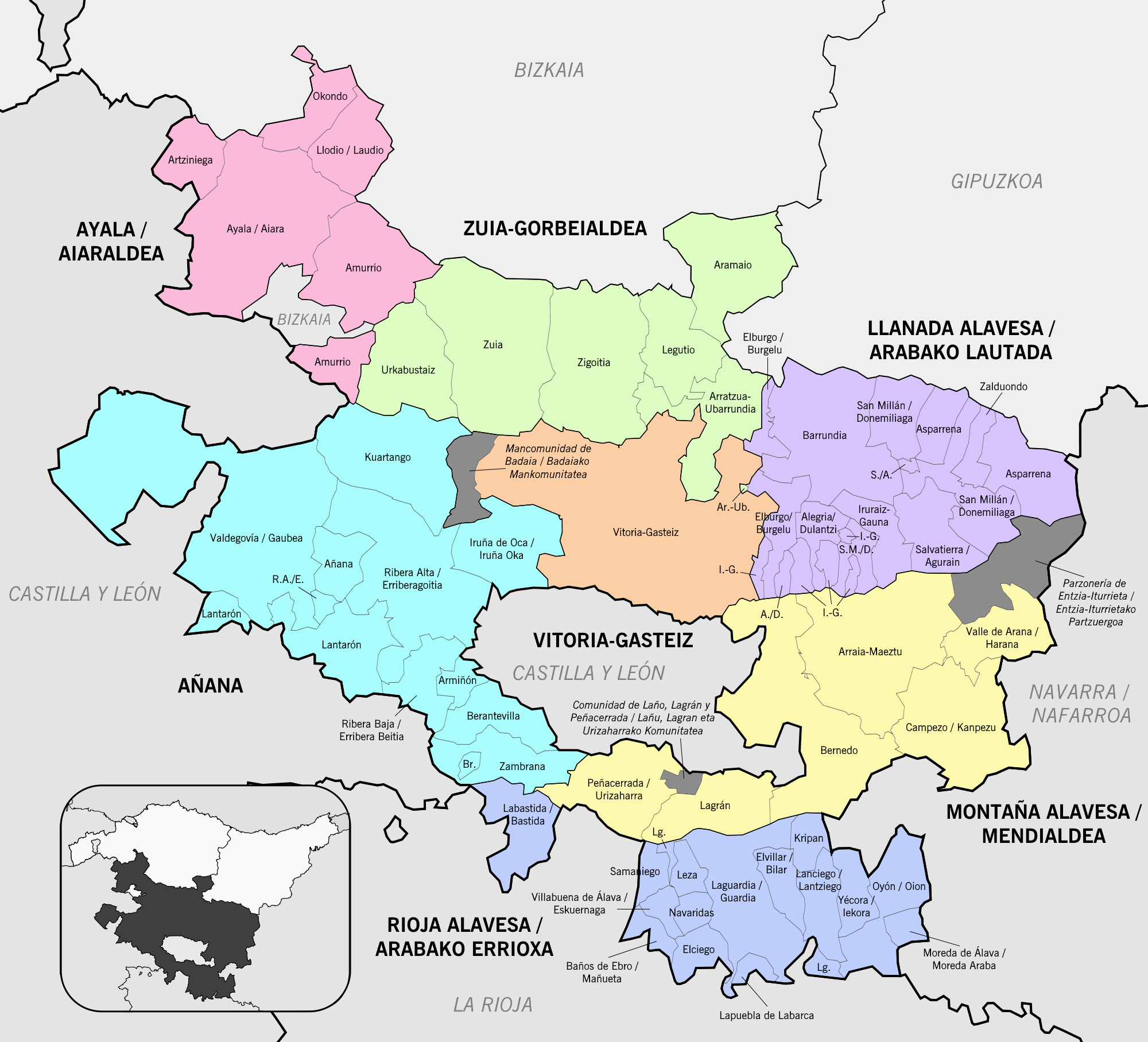
行政区划，中部一块为特雷维尼奥飞地

| 阿拉瓦省人口变化图（人口单位：千人） |
|                                      |

| 1  | 維多利亞            | 243,918 |
| 2  | 略迪奥              | 18,300  |
| 3  | 阿穆里奥            | 10,263  |
| 4  | 萨尔瓦铁拉          | 4,986   |
| 5  | 奥永                | 3,320   |
| 6  | 伊鲁尼亚德奥卡      | 3,172   |
| 7  | 阿亚拉              | 2,927   |
| 8  | 阿莱格里亚-德阿拉瓦 | 2,882   |
| 9  | 苏亚                | 2,383   |
| 10 | 阿尔塞涅加          | 1,829   |

## 图集

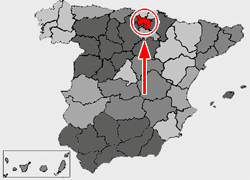
位置
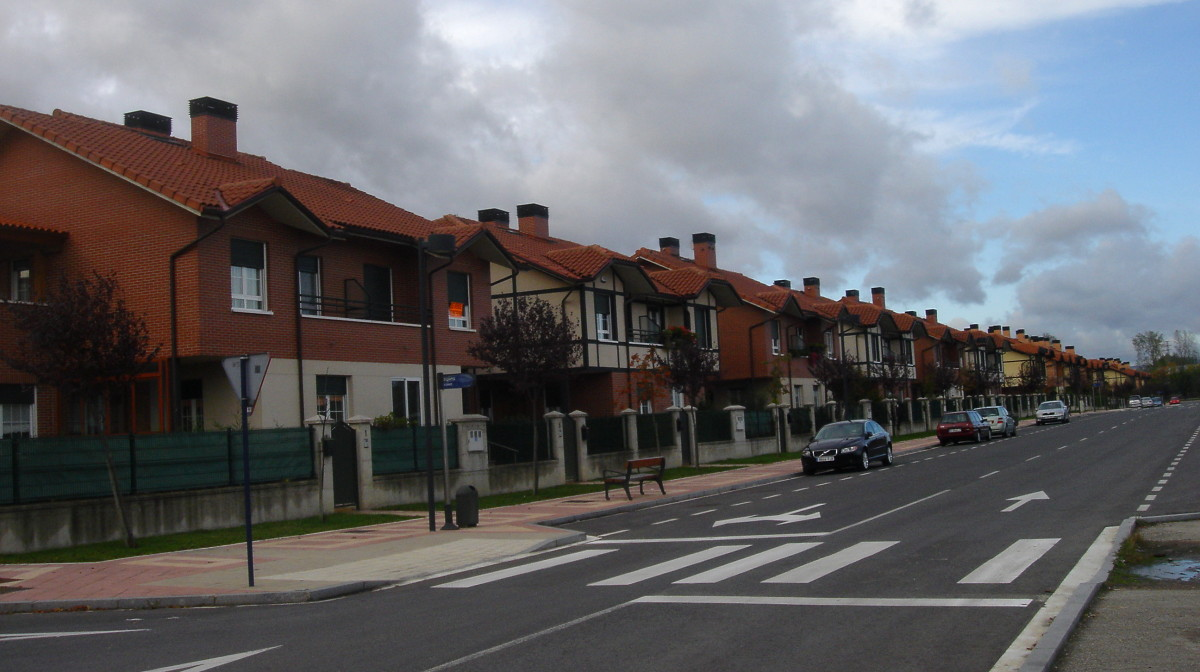
維多利亞市某住宅区
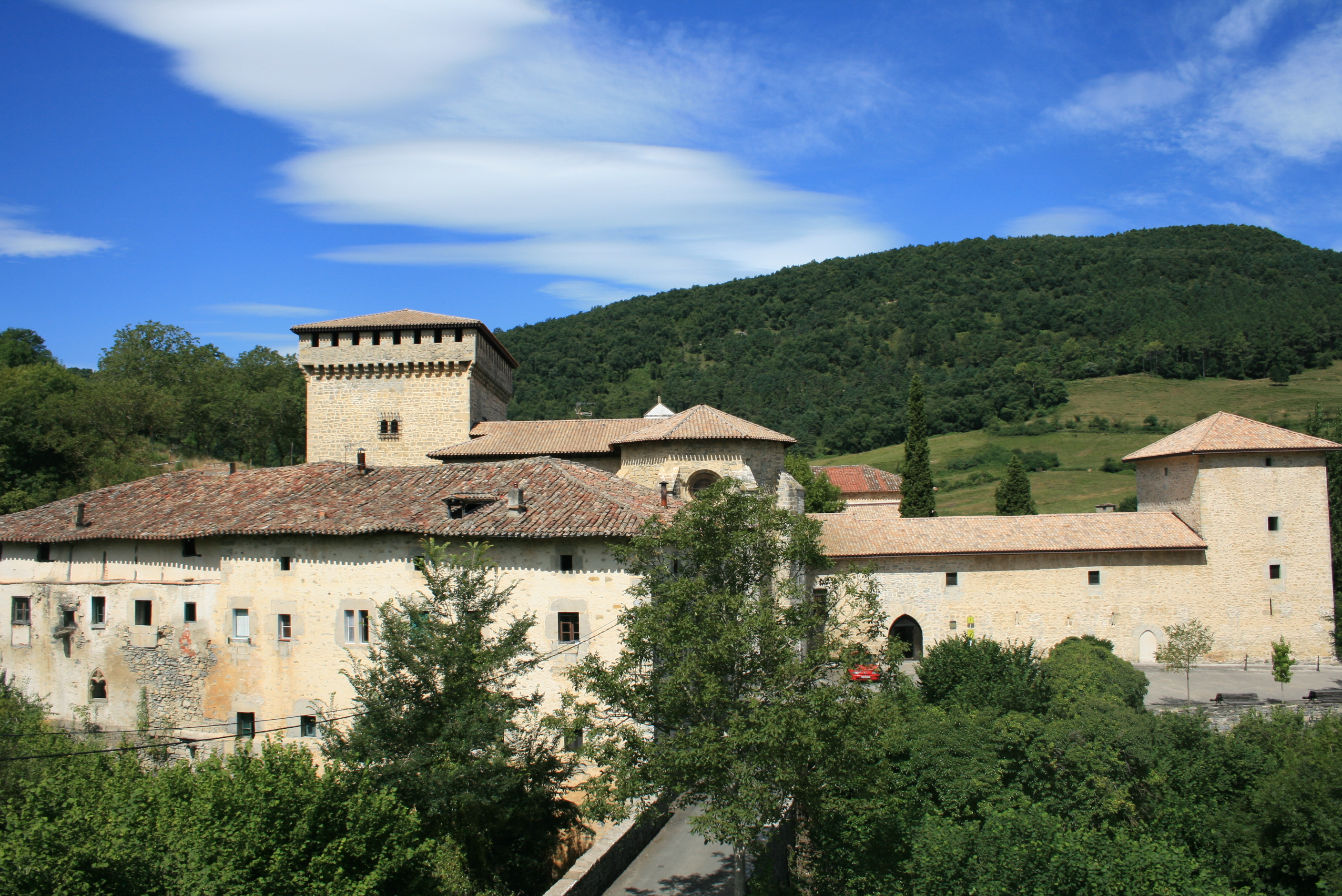
阿亚拉的克哈纳宫
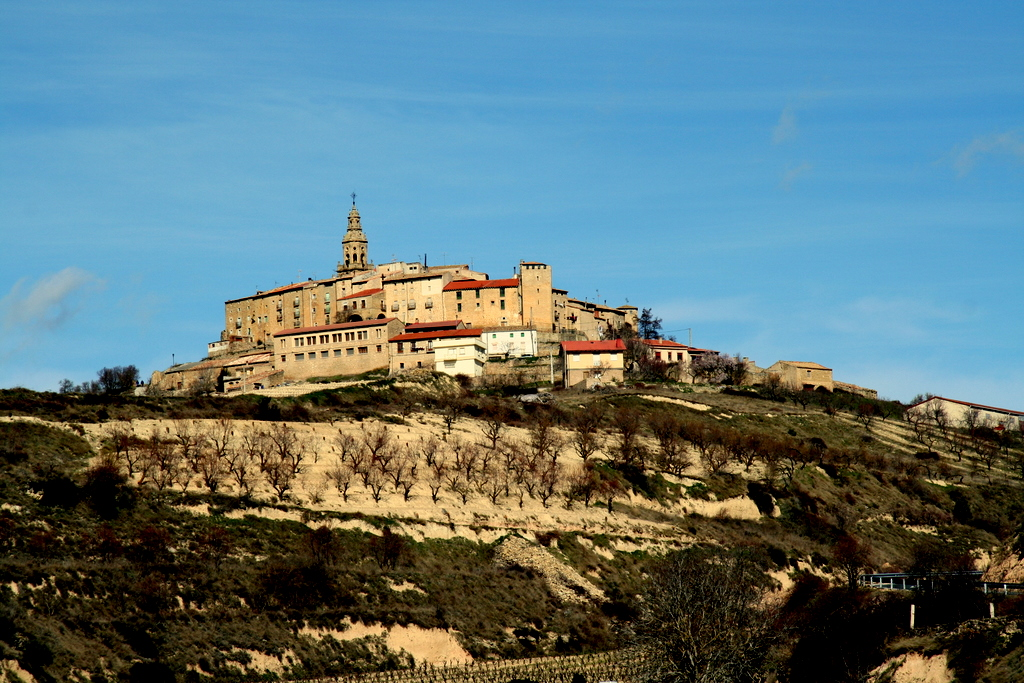
奥永拉夫拉萨中世纪别墅
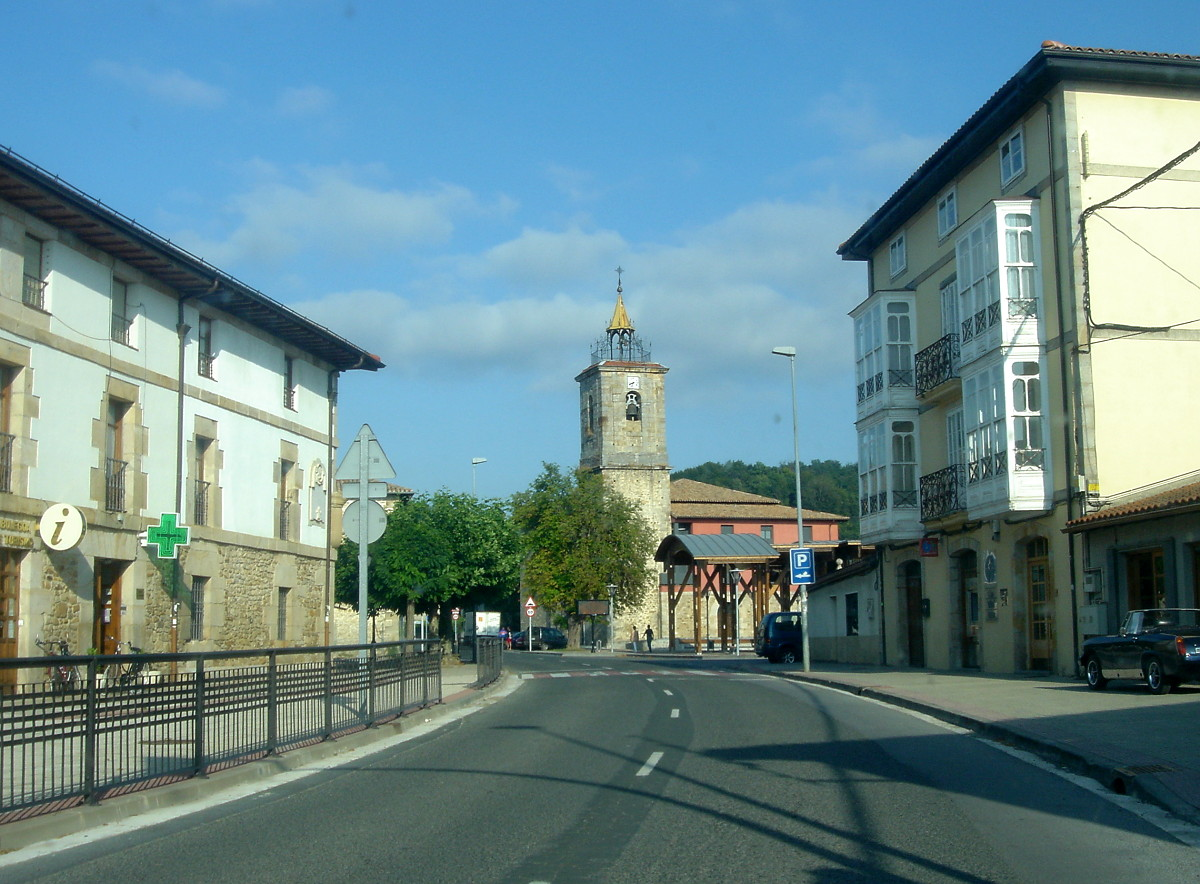
苏亚